# Chiesa di San Pietro in Vincoli (Affi)
La chiesa di San Pietro in Vincoli è la parrocchiale di Affi, in provincia e diocesi di Verona; fa parte della vicariato del Lago Veronese-Caprino.

## Storia

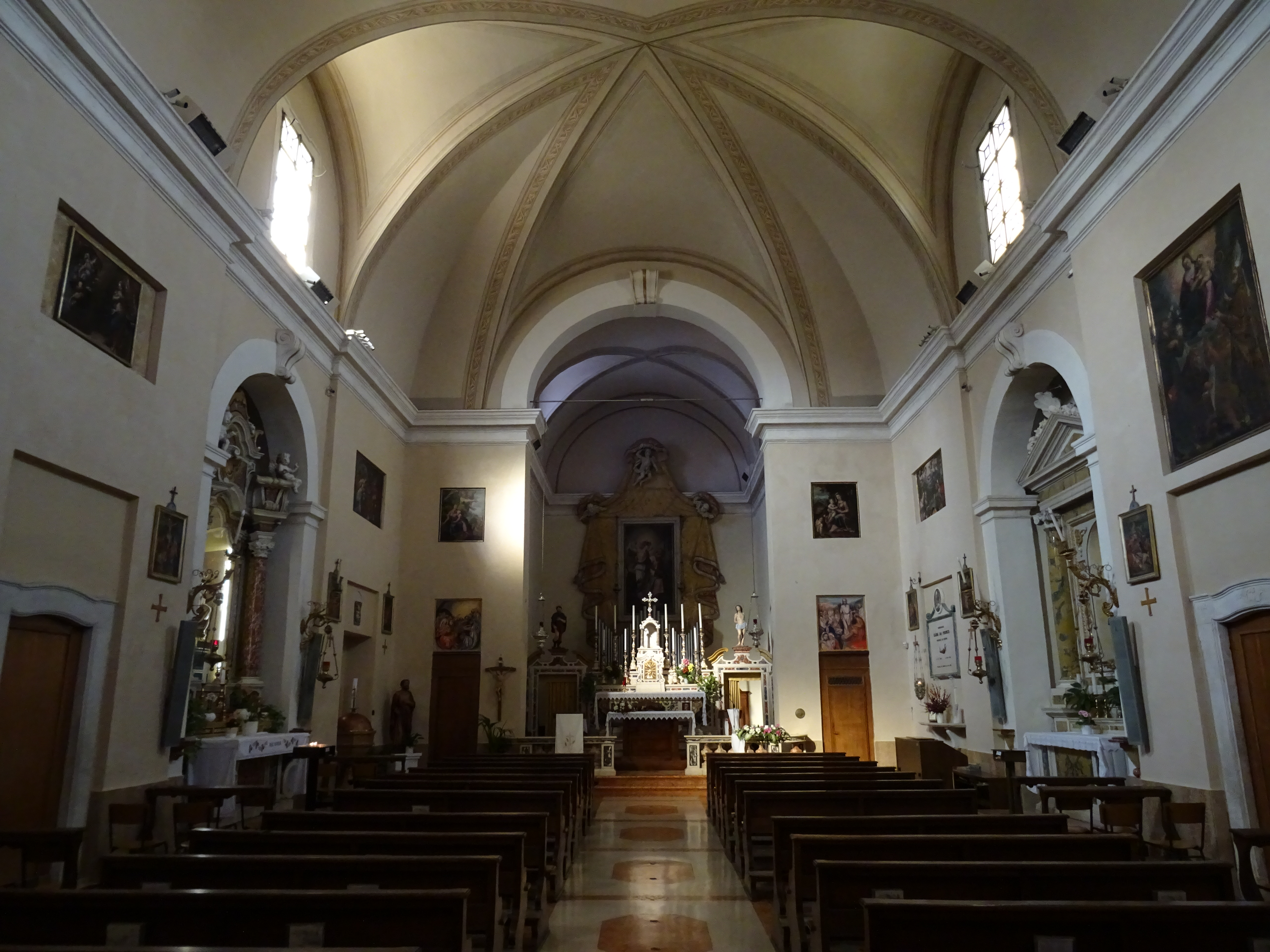
Interno

Una prima chiesa ad Affi venne ricordata già nel 1027 come sussidiaria della Pieve di Santa Maria di Cisano e legata al monastero di Incaffi al quale doveva pagare le decime.
Verso la metà del XV secolo venne riedificata e, attorno all'inizio del XVI secolo, furono eseguiti gli affreschi del presbiterio. 
Nel 1460 Affi entrò a far parte della neo-costituita parrocchia di Cavaion, pur continuando a pagare un tributo al monastero di Incaffi. 
Il 26 marzo 1577 venne elevata a dignità parrocchiale, affrancandosi sia da Cavaion sia da Incaffi. 
Il nuovo di luogo di culto, progettato da Ludovico Perini, venne costruito tra il 1749 e il 1761, mentre la torre campanaria venne riedificata negli ultimi anni del XVIII secolo su progetto di Luigi Trezza. 
Gli ultimi restauri vennero realizzati negli anni trenta.